# وین مور
وین مور (انگلیسی: Vin Moore؛ ‏ ۲۳ ژانویهٔ ۱۸۷۹ – ۵ دسامبر ۱۹۴۹) کارگردان فیلم اهل ایالات متحده آمریکا بود.
از فیلم‌هایی که وی در آن نقش داشته‌است می‌توان به عشق خالص اشاره کرد.